# Шарм ла Гранд
Шарм ла Гранд (фр. Charmes-la-Grande) насеље је и општина у североисточној Француској у региону Шампањ-Арден, у департману Горња Марна која припада префектури Сен Дизје.
По подацима из 2011. године у општини је живело 161 становника, а густина насељености је износила 14,09 становника/km². Општина се простире на површини од 11,43 km². Налази се на средњој надморској висини од 220 метара.

## Демографија
| 1962. | 1968. | 1975. | 1982. | 1990. | 1999. | 2011. |
| ----- | ----- | ----- | ----- | ----- | ----- | ----- |
| 217   | 221   | 165   | 150   | 150   | 172   | 161   |

График промене броја становника у току последњих година